# Список авіакомпаній із забороною на польоти в Європейський Союз

Заборонено всі авіакомпанії.
Деякі авіакомпанії заборонені.
Деякі авіакомпанії заборонені, а деякі перебувають під обмеженнями Додатку B.
Деякі авіакомпанії підпадають під обмеження Додатку B.

Список авіакомпаній з забороною на польоти в Європейський Союз — «чорний список» авіакомпаній, яким з міркувань безпеки та поганого обслуговування заборонено влітати в повітряний простір держав-членів Європейського Союзу. Перший варіант списку був опублікований в 2006 році, на ґрунті регламенту Європейської комісії № 474/2006, опубліковано 22 березня 2006 року.
Поточна версія списку була опублікована 30 травня 2024 року.

## Процедура заборони
Процес внесення авіаперевізника викладений у регламенті Європейської ради і Європейського парламенту № 2111/2005. Цей процес включає в себе консультації між регулюючими органами держав-членів, інститутами Європейського союзу, та самим перевізником. Крім того, перевізник має право подати апеляцію. Список підлягає періодичному перегляду.
У червні 2016 року всі обмеження для Air Madagascar, Iran Air, Lion Air, Citilink, Batik Air і всіх замбійських авіакомпаній були вилучені зі списку авіаперевізників, заборонених в ЄС.
30 листопада 2017 року Avior Airlines з Венесуели була додана до списку через «неусунені недоліки безпеки». Жодних подробиць на той час не було надано.
14 червня 2018 року всі інші індонезійські авіакомпанії, які ще не були вилучені зі списку, були вилучені зі списку авіаперевізників, заборонених у ЄС.
3 лютого 2019 року авіакомпанії Turkmenistan Airlines було заборонено здійснювати польоти в повітряному просторі Європейського Союзу, «очікуючи підтвердження того, що вона відповідає міжнародним стандартам авіаційної безпеки», але заборону було знято 16 жовтня 2019 року.
8 грудня 2019 року авіакомпанії Габону були виключені зі списку, тоді як Комітет цивільної авіації Вірменії був «поставлений під посилену перевірку через ознаки зниження нагляду за безпекою», і було опубліковано оновлення списку на наступний день.
Станом на січень 2020 року авіакомпанії Сирії конкретно не згадуються в списку, але на практиці проти них діє заборона в контексті загальних санкцій ЄС проти Сирії.
30 червня 2020 року EASA призупинила дозвіл авіакомпанії Pakistan International Airlines на польоти до держав-членів ЄС на 6 місяців після катастрофи рейсу PK8303 і подальшого скандалу з ліцензією пілота PIA. Наприкінці 2020 року та на початку 2021 року заборону продовжили ще на три місяці, а згодом і на невизначений термін. Повідомляється, що в середині 2023 року PIA пройшла початковий онлайн-авдит безпеки EASA з особистим візитом команди EASA, запланованим на кінець листопада 2023 року. Станом на 30 листопада 2023 року PIA не значиться в Списку авіаційної безпеки ЄС.
У відповідь на те, що уряд Білорусі змусив рейс 4978 Ryanair відхилити та приземлитися в Мінську, щоб заарештувати дисидента Романа Протасевича, лідери ЄС оголосили, що 24 травня 2021 року вони заборонять білоруським перевізникам використовувати повітряний простір ЄС.
У відповідь на широкомасштабне російське вторгнення в Україну в 2022 році під час російсько-української війни президентка Європейської комісії Урсула фон дер Ляєн оголосила, що літакам, які належать Російській Федерації, зареєстровані чи контролюються Російською Федерацією, не буде дозволено злітати, приземлятися або пролітати над повітряним простором ЄС.

## Список авіакомпаній з забороною на польоти в Європейський Союз

### Додаток B
Додаток B містить список компаній, яким дозволено (з обмеженнями) перельоти на території Європейського Союзу. Авіаперевізники, перелічені у Додатку B можуть здійснювати комерційну авіаційну діяльність на літаках, перелічених в списку.